# Rodolfo Córdoba
Rodolfo Córdoba Correa (nacido el 14 de enero de 1984) es un exfutbolista colombiano que jugó como mediocampista que jugó por última vez en Estudiantes de Mérida de Venezuela.

## Trayectoria
Se formó en la Divisiones menores de América de Cali y formó parte del plantel del América de Cali del 2004, en el 2005 fue anunciado como nuevo jugador del Deportes Quindío, en el 2006 fue anunciado como nuevo jugador del Girardot FC, en el 2007 fue anunciado como nuevo jugador del Centauros Villavicencio, a mediado del 2007 fue anunciado como nuevo jugador del Cortuluá, en el 2008 fue anunciado su regreso al Deportes Quindío. En el 2009 fue anunciado su regreso al Centauros Villavicencio, en el 2010 fue anunciado como nuevo jugador del Chorrillo FC, a mediado del 2010 fue anunciado como nuevo jugador del CD FAS, en el 2011 fue anunciado como nuevo jugador de los Estudiantes de Mérida Fútbol Club.

## Clubes
| Club                    | País        | Año         |
| ----------------------- | ----------- | ----------- |
| America de Cali         | Colombia    | 2003 - 2004 |
| Deportes Quindío        | Colombia    | 2005        |
| Girardot FC             | Colombia    | 2006        |
| Centauros Villavicencio | Colombia    | 2007        |
| Cortuluá                | Colombia    | 2007        |
| Deportes Quindío        | Colombia    | 2008        |
| Centauros Villavicencio | Colombia    | 2009        |
| Chorrillo FC            | Panamá      | 2010        |
| CD FAS                  | El Salvador | 2010        |
| Estudiantes de Mérida   | Venezuela   | 2011        |